# 最初的相遇，最后的别离
《最初的相遇，最后的别离》（英語：To Love）是2020年在中国大陆上映的都市爱情悬疑剧，导演曹译文，主演，林更新、盖玥希、杜淳。该剧讲述了缉毒警察严谨在卧底时和咖啡店老板季晓鸥相爱并且卷入杀人案件的故事。2020年11月19日在优酷视频首播。

## 演员

### 主演
- 林更新 饰 严谨，前缉毒警察
- 盖玥希 饰 季晓鸥，咖啡馆老板娘
- 杜淳 饰 赵廷辉，警方专案组副组长
- 秦海璐 饰 小美人
- 于荣光 饰 严父
- 巍子 饰 李局长
- 陈炜 饰 赵亚敏
- 李坤霖 饰 冯卫星
- 李卿 饰 湛羽
- 冯文娟 饰 严慎

### 配角
- 林澄 饰 方妮娅
- 柳明明 饰 程睿敏
- 栾元晖 饰 刘伟
- 钱洁 饰 李美琴
- 樊霖锋 饰 杨城
- 陆忠 饰 季兆林
- 张志忠 饰 黄发祥
- 林乐炫 饰 周爽
- 王彦彬 饰 周彬
- 宋元甫 饰 六子
- 秦晓飞 饰 孙嘉遇
- 刘洁 饰 严母
- 徐梓涵 饰 乐乐
- 葛四 饰 湛志刚
- 曲戈 饰 吴峰
- 李眸 饰 罗薇薇
- 凌康 饰 李啸
- 史经宇 饰 王秉晨
- 王梓尘 饰 李国建
- 富梓铭 饰 瘦猴
- 吴幸健 饰 马林
- 孙勃洋 饰 王管教
- 杨文哲 饰 余经理
- 殷叶子 饰 方楚楚
- 金士哲 饰 超哥
- 卢琳 饰 吴佳
- 王悦丞 饰 皓皓
- 王晴 饰 王丽
- 杨作玖 饰 李连福
- 李丽艳 饰 王翠霞
- 李红梅 饰 刘英
- 苏欣 饰 李雪
- 朱元浩 饰 李国强
- 刘兴雷 饰 阿力
- 刘佳 饰 陈爱珍
- 邬倩 饰 湛羽老师
- 罗二羊 饰 邓坤
- 赵梦迪 饰 沈五月
- 章申 饰 沈立言
- 杜和倩 饰 沈妻
- 赵树喜 饰 海叔
- 贾巍 饰 周大师
- 宁小花 饰 路万金
- 郑屹东 饰 审判长
- 王子君 饰 公诉人
- 张书会 饰 乐乐医师
- 孙昊 饰 张鹏
- 王泽民 饰 刑警男警员
- 钟秋 饰 刑警女警员
- 杨茉 饰 女店员

## 曲目
| 曲序 | 曲目                       |                | 作曲   | 歌手   |
| ---- | -------------------------- | -------------- | ------ | ------ |
| 1.   | 《我愿意》（主题曲）       | 姚谦           | 黄国伦 | 刘宇宁 |
| 2.   | 《从黑夜道白昼》（片尾曲） | 源子夫         | 蚂蚁   | 杨昊铭 |
| 3.   | 《》（插曲）               | 曹译文、李胤讃 | 朴成日 | 孙笛雅 |
| 4.   | 《》（插曲）               | 曹译文、李胤讃 | 朴成日 | 刘雨潼 |
| 5.   | 《干杯，朋友》（插曲）     | 杨海潮         | 杨海潮 | 秦海璐 |
| 6.   | 《我愿意》（插曲）         | 姚谦           | 黄国伦 | 崔子格 |
| 7.   | 《初醒》（插曲）           | 王小鱼         | 王小鱼 | 王小鱼 |
| 8.   | 《思念无用》（插曲）       | 崔轼玄         |        | 李仁赫 |
| 9.   | 《怎么又是你》（插曲）     | 王孜           |        | 王七七 |
| 10.  | 《再青春》（插曲）         | 申名利         | 袁博   | 刘通   |
| 11.  | 《相遇别离》（推广曲）     | 崔轼玄         | 李仁赫 | 白小白 |

## 评价
《最初的相遇，最后的别离》在豆瓣的评分从6.8分跌到4.8分。